# Ylläs
Ylläs is een fjell en skiresort in de Finse gemeente Kolari. Het is na Levi het grootste skiresort van de Finse provincie Lapland. Ylläs is hoogste fjell in Finland met een skilift. Het dichtstbijzijnde station is dat van Kolari en het dichtstbijzijnde vliegveld is Kittilä.